# Natàlia Gontxarova
  Natàlia Gontxarova    (Nagaevo-Karbonier, 21 de juny de 1881 (Julià) - París, 17 d'octubre de 1962) fou una prominent pintora russa del cubisme i del futurisme. També és coneguda amb el nom afrancesat de Nathalie Gontcharoff o en rus  Наталья Сергеевна Гончарова [Natàlia Serguéievna Gontxarova].
Cal no confondre-la amb la dona d'Aleksandr Puixkin, Natàlia Puixkina, Gontxarova de nom de soltera.

## Biografia
Nascuda a Nagàievo, prop de Tula, Rússia, el 1881, va estudiar escultura a l'Acadèmia d'art de Moscou, però no va començar a pintar fins al 1904, inspirada pels aspectes primitius de l'art folklòric rus, el fauvisme, cubisme i posteriorment pel futurisme.
Al costat del seu marit, Mikhaïl Lariónov, va desenvolupar el raionisme. Van fundar l'avantguardisme rus prerevolucionari i organitzar exposicions com La cua del ruc del 1912, concebuda com una ruptura intencional contra la influència de l'art europeu i l'establiment d'una escola independent russa d'art modern.
Va formar part del grup Der Blaue Reiter des de l'inici, el 1911, i va exposar a Múnic i organitzar xerrades provocatives igual que els seus homòlegs italians. També es va escriure i il·lustrar un llibre futurista. Va dissenyar vestits de ballet i decorats a Ginebra.
El 1914 fa un primer viatge per Europa, per a continuació, el 1915, traslladar-se definitivament a París, on va dissenyar diversos decorats per als Ballets Russos de Serguei Diàguilev. Va morir a París el 1962.
Consta que el 1928 va participar en l'exposició col·lectiva Els Dotze, organitzada per les Galeries Laietanes de Barcelona.
Es conserva obra de Natàlia Gontxarova al Museu Thyssen-Bornemisza de Madrid, a l'Art Institute of Chicago i al Museu Guggenheim de Nova York, entre d'altres.

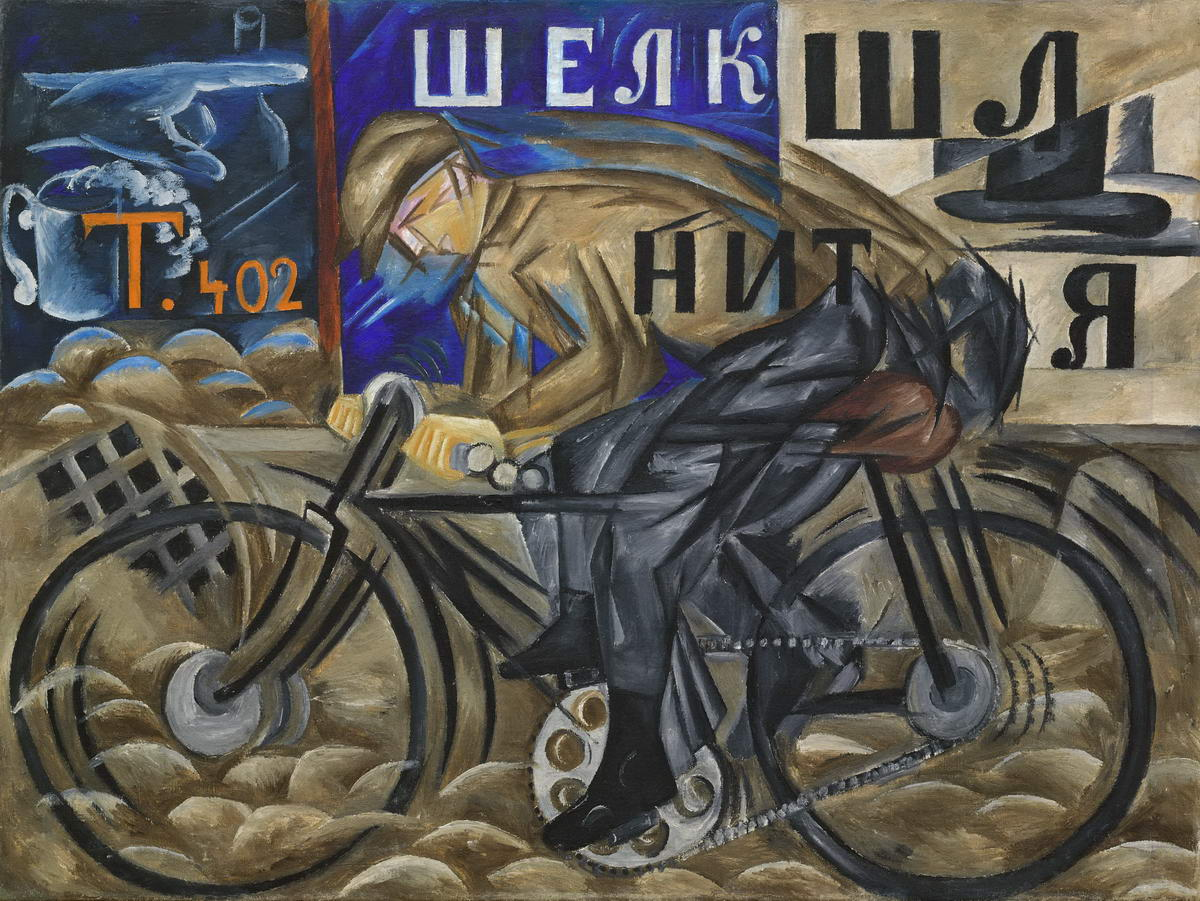
Ciclista, 1913. The Virtual Rusian Museum.